# Grupo de Trabalho do Artigo 29.º
O Grupo de Trabalho do Artigo 29 (WP29), denominado "Grupo de Trabalho para a Proteção das Pessoas no que diz respeito ao Tratamento de Dados Pessoais", foi um órgão consultivo composto por um representante da autoridade de proteção de dados de cada Estado-Membro da União Europeia, a Autoridade Europeia para a Proteção de Dados e a Comissão Europeia .
A composição e o objetivo do WP29 foram estabelecidos no Artigo 29 da Diretiva de Proteção de Dados (Diretiva 95/46 / EC,tendo sido lançado em 1996. Foi substituído pelo Conselho Europeu de Proteção de Dados (EDPB) em 25 de maio de 2018, de acordo com o Regulamento Geral de Proteção de Dados da UE (GDPR) (Regulamento (UE) 2016/679).
Suas principais missões declaradas foram:
- Prestar assessoria especializada aos Estados-membros da UE em matéria de proteção de dados;
- Promover a aplicação consistente da Diretiva de Proteção de Dados em todos os estados-membros, bem como na Noruega, Liechtenstein e Islândia;
- Fornecer pareceres à Comissão sobre a legislação comunitária (primeiro pilar) em relação ao direito à proteção de dados pessoais;
- Elaborar recomendações ao público sobre questões relacionadas com a proteção de pessoas no que diz respeito ao tratamento de dados pessoais e privacidade na Comunidade Europeia.[3]

O Grupo de Trabalho elegeu um presidente e dois vice-presidentes, cada um com um mandato de dois anos. Seu mandato era renovável apenas uma vez. O secretariado do Grupo de Trabalho foi fornecido pela Comissão Europeia .
A Comissão Europeia também mantém um site com documentos aprovados pelo WP29, bem como outras informações relevantes, tais como cláusulas contratuais padrão.